# Josip Tomasevich
Josip Tomasevich, noto anche con lo pseudonimo di Jozo (in serbo-croato Josip Tomašević; Sabbioncello, 16 marzo 1908 – Palo Alto, 15 ottobre 1994), è stato un economista e scrittore statunitense specializzato nella storia economica e sociale della Jugoslavia.
Conseguì il dottorato in economia presso l'Università di Basilea in Svizzera. Nel 1938 si trasferì negli Stati Uniti, combinò l'attività di ricerca e l'insegnamento fino al suo pensionamento nel 1973, interrotto da un anno di insegnamento alla Columbia University nel 1954. Intraprese un ampio progetto di ricerca e scrittura sulla Jugoslavia della seconda guerra mondiale, intitolato War and Revolution in Yugoslavia 1941–1945, che avrebbe dovuto consistere di tre volumi: nel 1975 pubblicò il primo volume, intitolato The Chetniks; il secondo volume della serie, War and Revolution in Yugoslavia 1941-1945: Occupation and Collaboration, fu curato dalla figlia Neda Tomasevich e pubblicato postumo nel 2001; il terzo volume sui partigiani jugoslavi rimane inedito.

## Biografia
Josip "Jozo" Tomašević nacque nel 1908 nel villaggio di Košarni Do, nella penisola di Pelješac, all'epoca nel Regno di Dalmazia parte dell'Impero austro-ungarico. Il principale prodotto agricolo della penisola di Pelješac era il vino rosso da tavola; la popolazione era costituita principalmente da agricoltori di sussistenza e marittimi, e la penisola non aveva strade fino al 1946. Košarni Do è una frazione di Donja Banda del comune di Orebić, in Croazia nella contea di Dubrovnik-Neretva. Nel dicembre 1918, la penisola di Pelješac entrò a far parte del neonato Regno dei Serbi, Croati e Sloveni, e nel 1929 passò nel Regno di Jugoslavia.
Suo padre, noto alla famiglia come Nado, viaggiò in California negli anni Settanta del XIX secolo. Ritornato al villaggio nel 1894, Nado sposò la figlia di un suo cugino di primo grado e lavorò come agricoltore. La coppia ebbe quattro figli. La madre di Jozo era originaria del villaggio di Potomje. All'età di cinque anni fu mandato alla scuola elementare con un anno di anticipo, poiché aveva una "predilezione per l'apprendimento". Tomašević descrisse in seguito la sua famiglia come in una situazione finanziaria piuttosto agiata, condizione che gli permise di frequentare il liceo di Mostar e quattro anni in un'accademia commerciale a Sarajevo.
Durante alcuni anni di lavoro a Belgrado, dove fu assunto come esperto finanziario presso la Banca Nazionale di Jugoslavia, e a Zagabria, Tomašević accumulò risorse economiche sufficienti per recarsi in Svizzera a studiare presso l'Università di Basilea, dove conseguì il dottorato in economia nel 1937. Durante il periodo di studi in Svizzera si mantenne lavorando in una lavanderia a secco e svolgendo lavori agricoli. Nel 1938 ottenne una borsa di studio biennale della Fondazione Rockefeller e si trasferì negli Stati Uniti, «avvalendosi così delle ricche risorse dell'Università di Harvard». In quel periodo, Tomašević cedette la sua quota della fattoria di famiglia a Košarni Do a uno dei suoi due fratelli. L'altro fratello che viveva a Košarni Do ricevette la quota del quarto fratello, che all'epoca era un mercante marittimo residente in Nuova Zelanda.
Tomašević si trasferì in California prima dello scoppio della seconda guerra mondiale, entrando a far parte della facoltà dell'Istituto di ricerca alimentare dell'Università di Stanford. Durante il conflitto, lavorò prima con il Board of Economic Warfare e poi con la United Nations Relief and Rehabilitation Administration dal 1944 al 1946. Dopo la guerra, lavorò presso la Federal Reserve Bank di San Francisco. Il suo desiderio di una posizione che coniugasse insegnamento e ricerca fu soddisfatto nel 1948, quando entrò a far parte del personale del San Francisco State College (poi San Francisco State University, SFSU). A partire dal 1950, adottò il cognome anglicizzato Tomasevich. Ad eccezione del 1954, quando tenne un corso alla Columbia University, Tomasevich insegnò per venticinque anni presso la SFSU fino al suo pensionamento nel 1973. Dopo il pensionamento fu insignito del titolo di professore emerito di economia presso la SFSU.
Nel 1937, Tomasevich sposò Neda Brelić, un'insegnante di scuola superiore. Furono felicemente sposati per 57 anni e diede alla luce tre figli: Anthony, Neda Ann e Lasta. Nel 1976, Tomasevich contribuì con un saggio a un volume in cui presentava un'analisi storica e sociologica approfondita della sua famiglia allargata, le cui origini risalivano all'inizio del XIX secolo.
Ottenne la cittadinanza statunitense. Tomasevich morì il 15 ottobre 1994, all'età di 86 anni, a Palo Alto, in California. Anche la sua vedova Neda risiedeva a Palo Alto quando morì il 5 luglio 2002, all'età di 88 anni. Nel suo necrologio, redatto da Alexander Vucinich per Slavic Review, Tomasevich è stato descritto come «un maestro di capacità erudite, una persona di grande erudizione, arguzia e dignità umana» che «conferiva alle sue lezioni un contenuto ricco e pertinente, un'organizzazione precisa e un'interpretazione appassionata».

## L'attività di ricerca negli Stati Uniti
Secondo Vucinich, Tomasevich intraprese una serie di attività di ricerca, alcune delle quali di notevole portata, dall'età di 25 anni fino alla sua scomparsa, avvenuta a 86 anni. Descrive Tomasevich come dotato di «un temperamento che incoraggia la disciplina interiore... ha dedicato una totale attenzione a ciascuno dei progetti di ricerca fino al loro completamento». Vucinich suddivide il lavoro scientifico di Tomasevich in tre fasi distinte: l'indagine sulla situazione finanziaria della Jugoslavia durante la Grande Depressione; due studi negli anni quaranta e cinquanta concernenti le risorse marine internazionali e le problematiche economiche dei contadini della Jugoslavia; la fase conclusiva dedicata all'analisi delle complessità della storia jugoslava durante la seconda guerra mondiale.

### L'economia della Jugoslavia
Tra il 1934 e il 1938 Tomasevich pubblicò tre opere. La prima apparve in lingua tedesca nel 1934 con il titolo Die Staatsschulden Jugoslaviens. Secondo Vucinich, il volume «forniva un'analisi solida e ampiamente citata degli sforzi governativi volti a stabilizzare le finanze nazionali all'inizio della Grande Depressione». L'anno successivo curò la pubblicazione di Financijska politika Jugoslavije 1929-1934 in serbo-croato. Secondo Vucinich, il suo trattato Novac i kredit del 1938 «contribuì a formare un'intera generazione di esperti finanziari jugoslavi». Una recensione del 1940 del libro apparsa sul Weltwirtschaftliches Archiv, a firma del professor Mirko Lamer (il quale in seguito avrebbe prestato servizio presso le Nazioni Unite come esperto della FAO), descrisse Novac i kredit come un'opera importante che colmò una significativa lacuna negli studi economici jugoslavi, oltre a fornire un quadro vivido della teoria economica dell'epoca. In un articolo del 1997, Zvonimir Baletić, direttore dell'Istituto croato di economia, definì Tomasevich uno dei più importanti sostenitori dell'economia keynesiana nella Jugoslavia tra le due guerre e concluse che Novac i kredit era un'opera "autorevole" che ebbe un notevole impatto sugli studenti e tra gli economisti jugoslavi.

### Risorse marine internazionali e contadini jugoslavi
Dopo il suo arrivo negli Stati Uniti, Tomasevich intraprese due importanti progetti. La prima opera fu International Agreements on Preservation of Marine Resources, pubblicata dalla Stanford University Press nel 1943. La seconda opera, Peasants, Politics, and Economic Change in Yugoslavia, fu pubblicata nel 1955 e sostenuta da un'ulteriore borsa di studio della Fondazione Rockefeller nel biennio 1950-1951 del valore di 1750 dollari. Il volume si articolava in tre sezioni: una panoramica dello sviluppo storico e delle caratteristiche economiche del popolo jugoslavo, una sintesi sul tema dell'agricoltura jugoslava durante la prima guerra mondiale e una rassegna dell'agricoltura jugoslava nel periodo interbellico.
L'opera fu definita da Vucinich come «uno studio di portata monumentale [che] è stato ampiamente riconosciuto come lo studio più completo e compiuto nel campo». Vucinich concluse che Tomasevich riuscì «in modo egregio a collocare i problemi economici dei contadini jugoslavi all'interno di un quadro sociale, politico e storico più ampio». Il politologo Zachary T. Irwin definì l'opera come "magistrale". Irwin T. Sanders, del Dipartimento di Sociologia dell'Università del Kentucky, recensì il libro nel 1956 e affermò che era «il miglior testo disponibile per chiunque voglia comprendere il contesto socio-economico della Jugoslavia pre-comunista». Continuò a scrivere che il libro conteneva valutazioni realistiche dei partiti politici contadini e concluse che «c'è poco da dubitare della solidità della sua analisi economica o della sua descrizione della partecipazione del contadino alla vita nazionale».

### Seconda guerra mondiale

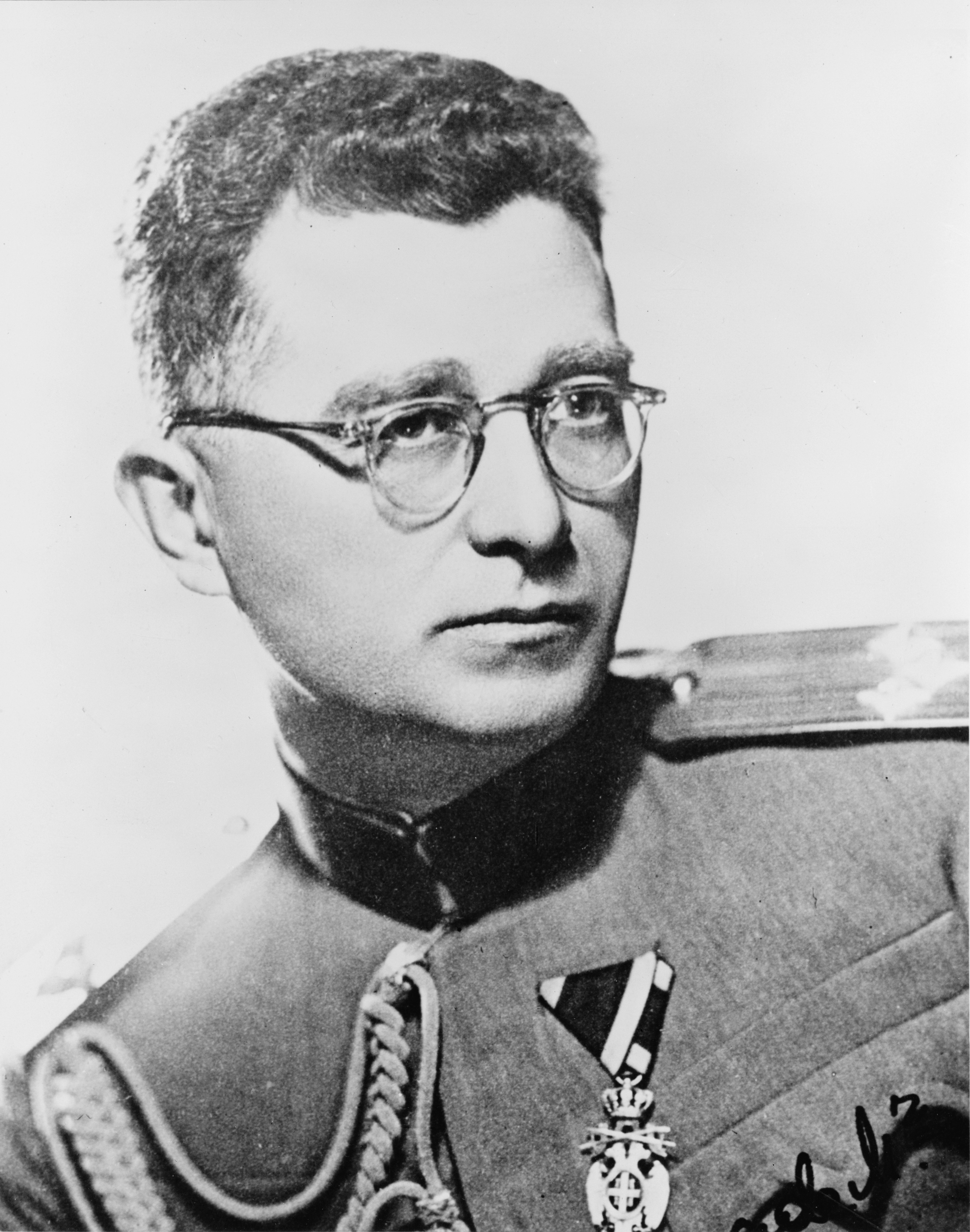
Draža Mihailović fu il leader del movimento cetnico in Jugoslavia durante la seconda guerra mondiale.

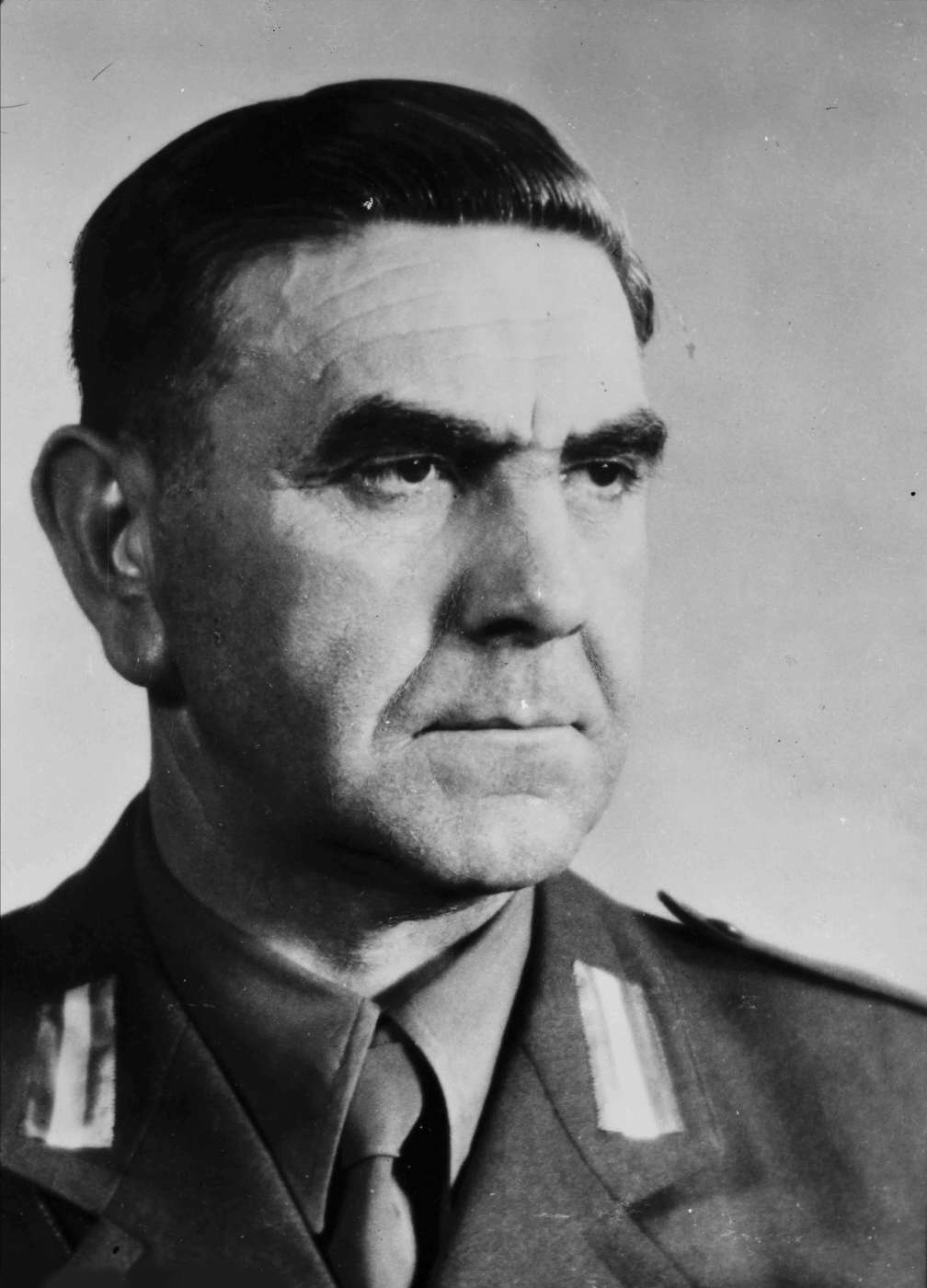
Ante Pavelić fu il leader del movimento Ustascia al governo nello Stato Indipendente di Croazia tra il 1941 e il 1945.

Nel 1957 Tomasevich ottenne una borsa di studio dalla San Francisco State University per i suoi studi sull'Europa orientale: tale ricerca portò alla stesura di una trilogia della storia della Jugoslavia durante la seconda guerra mondiale, intitolata War and Revolution in Yugoslavia 1941–1945. Il primo volume si focalizzava sul movimento cetnico guidato da Draža Mihailović, intitolato The Chetniks e pubblicato nel 1975. Secondo Vucinich, costituiva «fondamentalmente uno studio sulla politica, l'ideologia e le operazioni militari, sebbene non fosse trascurato il ruolo del fattore economico». Poco dopo la sua pubblicazione, il volume fu recensito da Phyllis Auty, professore di storia moderna e direttrice del dipartimento di storia della Simon Fraser University. Auty elogiò la distaccata analisi di Tomasevich sull'argomento, affermando che essa «probabilmente rimarrà il testo di riferimento su tale questione per un considerevole periodo di tempo». Nel necrologio di Tomasevich, Vucinich osservò che The Chetniks rappresentava «chiaramente lo studio più esaustivo finora realizzato sulle forze militari della Jugoslavia dedite alla restaurazione della monarchia serba dopo la conclusione della seconda guerra mondiale», e che il libro «getta una luce significativa sulle molteplici sfaccettature del conflitto tra cetnici e partigiani».
Lo storico jugoslavo e croato Ivo Goldstein, scrivendo nel 2002, affermò che The Chetniks «è il libro più completo sui cetnici che sia stato pubblicato all'estero o nella ex Jugoslavia». Una prospettiva alternativa sul libro fu avanzata dal politologo serbo-americano e professore alla Vanderbilt University, Alex N. Dragnich, il quale criticò l'opera di Tomasevich per la persistente parzialità nei confronti del movimento cetnico e per la mancanza di apprezzamento delle sue difficoltà, oltre che per aver esagerato la portata della collaborazione dei cetnici con il nemico. John C. Campbell del Council on Foreign Relations recensì positivamente il libro e affermò che The Chetniks forniva «una mole di prove che [la collaborazione dei cetnici] fu molteplice, massiccia e continua».
Nel 1974, Tomasevich ricevette una borsa di studio dall'American Council of Learned Societies per la sua ricerca post-dottorato sul secondo volume della trilogia, seguita nel 1976 da una borsa di studio a sostegno del suo lavoro sul previsto terzo volume concernente i partigiani jugoslavi. Nel 1989, Tomasevich fu insignito del premio per i contributi sugli studi slavi dall'American Association for the Advancement of Slavic Studies.
Il secondo volume della sua prevista trilogia, War and Revolution in Yugoslavia 1941–1945: Occupation and Collaboration, si concentrava sul collaborazionismo e sui governi fantoccio in Jugoslavia durante la guerra, con una particolare enfasi sullo Stato Indipendente di Croazia, uno Stato satellite dell'Asse guidato da Ante Pavelić, capo del movimento fascista ustascia. Il libro fu pubblicato postumo nel 2001 e curato dalla figlia Neda Tomasevich. Goldstein lo recensì nel 2002 e concluse che il contributo più prezioso del libro era dedicato allo Stato indipendente di Croazia, che costituiva quasi la metà dell'opera. Pur individuando alcune carenze e piccoli errori di fatto, Goldstein descrisse il lavoro di Tomasevich come una descrizione e una spiegazione completa e lucida delle forze di occupazione e collaborazioniste in Jugoslavia. Concluse che «questo libro, insieme al suo predecessore, costituisce una base inestimabile che nessuna nuova ricerca sulla seconda guerra mondiale nel territorio dell'ex Jugoslavia potrà ignorare». In una recensione del libro pubblicata l'anno successivo, il docente della Royal Military Academy Sandhurst e storico tedesco Klaus Schmider ammirò la padronanza delle fonti in cinque lingue di Tomasevich e osservò che il risultato era valso i ventisei anni di attesa tra i due volumi. Schmider concluse che «il livello scientifico raggiunto da Jozo Tomasevich nei suoi due volumi di War and Revolution in Yugoslavia e la riflessione su ciò che avrebbe realizzato nel terzo volume della serie rendono la sua morte una tragedia sentita anche da coloro che non lo hanno mai conosciuto».
Il terzo volume della trilogia prevista, che avrebbe dovuto trattare i partigiani, era stato completato al 75% al momento della sua morte, e rimane tuttora inedito.

## Eredità
Secondo Vucinich, Tomasevich fu «un maestro di capacità accademiche, una persona di grande erudizione, arguzia e dignità umana, nonché un esperto di spicco della storia economica e sociale dell'ex Jugoslavia». Nel 2004, il materiale documentario di Tomasevich fu acquisito dalla Hoover Institution Library and Archives della Stanford University.

## Opere
- (DE) Jozo Tomasevich, Die Staatsschulden Jugoslaviens [The National Debt of Yugoslavia], Zagreb, Drukerei "Merkantile", 1934, OCLC 10626641.
- (HBS) Jozo Tomasevich, Financijska politika Jugoslavije, 1929–1934 [Financial Policy of Yugoslavia, 1929–1934], Zagabria, Vlastita naklada, 1935, OCLC 18666473.
- (HBS) Jozo Tomasevich, Novac i kredit [Money and Credit], Zagabria, Vlastito izdanje, 1938, OCLC 254535363.
- (EN) Jozo Tomasevich, International Agreements on Conservation of Marine Resources: With Special Reference to the North Pacific, Stanford, Food Research Institute (printed by Stanford University Press), 1943, OCLC 6153373.
- (EN) Jozo Tomasevich, Peasants, Politics, and Economic Change in Yugoslavia, Stanford, Stanford University Press, 1955, OCLC 450385266.
- (EN) Jozo Tomasevich, War and Revolution in Yugoslavia, 1941–1945: The Chetniks, vol. 1, Stanford, Stanford University Press, 1975, ISBN 978-0-8047-0857-9.
- (EN) Jozo Tomasevich, War and Revolution in Yugoslavia, 1941–1945: Occupation and Collaboration, vol. 2, Stanford, Stanford University Press, 2001, ISBN 978-0-8047-3615-2.
- (EN) Jozo Tomasevich e Wayne S. Vucinich, Contemporary Yugoslavia: Twenty Years of Socialist Experiment, Berkeley, University of California Press, 1969, ISBN 978-0-520-01536-4.
- (EN) Jozo Tomasevich, The Tomašević extended family on the Peninsula of Pelješac, in Robert F. Byrnes (a cura di), Communal Families in the Balkans: The Zadruga Essays by Philip E. Mosely and Essays in His Honor, Notre Dame, University of Notre Dame Press, 1976, ISBN 978-0-268-00569-6.
- (EN) Jozo Tomasevich, Agriculture in Eastern Europe, in Annals of the American Academy of Political and Social Science, vol. 317, maggio 1958,  pp. 44–52, DOI:10.1177/000271625831700107, JSTOR 1031076.

### Libri e riviste
- (EN) Phyllis Auty, War and Revolution in Yugoslavia, 1941-1945: The Chetniks, in International Affairs, vol. 81, n. 4, 1976,  pp. 638–641, ISSN 0002-8762 (WC · ACNP), JSTOR 2615914.
- (EN) Zvonimir Baletić, How Keynes Came to Croatia, in Ekonomska Misao I Praksa/Economic Thought and Practice, vol. 6, n. 1, University of Dubrovnik, 1997,  pp. 247–253, ISSN 1330-1039 (WC · ACNP).
- (EN) John C. Campbell, War and Revolution in Yugoslavia, 1941–1945: The Chetniks by Jozo Tomasevich; The Chetnik Movement & the Yugoslav Resistance by Matteo J. Milazzo; and The Embattled Mountain by F. W. D. Deakin, in The American Historical Review, vol. 81, n. 4, 1976,  pp. 897–899, DOI:10.2307/1864917, ISSN 0002-8762 (WC · ACNP), JSTOR 1864917.
- (EN) Alex N. Dragnich, War and Revolution in Yugoslavia, 1941-1945 (Book Review), in Canadian Journal of History, vol. 11, n. 1, 1976,  pp. 122–124, DOI:10.3138/cjh.11.1.122, ISSN 0008-4107 (WC · ACNP).
- (EN) Ivo Goldstein, War and Revolution in Yugoslavia, 1941-1945: Occupation and Collaboration, in The American Historical Review, vol. 107, n. 3, 2002,  p. 971, DOI:10.1086/532636, ISSN 0002-8762 (WC · ACNP).
- (EN) Marko Attila Hoare, Genocide and Resistance in Hitler's Bosnia: The Partisans and the Chetniks 1941–1943, New York, Oxford University Press, 2006, ISBN 978-0-19-726380-8.
- (EN) Zachary T. Irwin, Peasants and Communists: Politics and Ideology in the Yugoslav Countryside 1941-1953, in Nationalities Papers, vol. 28, n. 3, 2000,  pp. 588–590, DOI:10.1017/S009059920004246X, ISSN 0090-5992 (WC · ACNP).
- (EN) Joseph Kadezabek, War and Revolution in Yugoslavia, 1941–1945: Occupation and Collaboration (Book), in Canadian Journal of History, vol. 39, n. 1, 2004, DOI:10.3138/cjh.39.1.165, ISSN 0008-4107 (WC · ACNP).
- (DE) Mirko Lamer, Novac i kredit (Geld und Kredit) [Money and Credit], in Weltwirtschaftliches Archiv, vol. 51, 1940,  pp. 33–34, ISSN 1610-2878 (WC · ACNP), JSTOR 40433261. URL consultato il 24 novembre 2023.
- (EN) Sabrina P. Ramet, The Three Yugoslavias: State-Building and Legitimation, 1918–2005, Bloomington, Indiana University Press, 2006, ISBN 978-0-253-34656-8.
- (EN) Irwin T. Sanders, Peasants, Politics, and Economic Change in Yugoslavia, in Rural Sociology, vol. 21, n. 3/4, 1956,  pp. 311–312, ISSN 0036-0112 (WC · ACNP). URL consultato il 30 agosto 2024. Ospitato su Wiley-Blackwell.
- (EN) Klaus Schmider, War and Revolution in Yugoslavia, 1941–1945: Occupation and Collaboration, in The Journal of Military History, vol. 67, n. 3, 2003,  p. 972, DOI:10.1353/jmh.2003.0253, ISSN 0899-3718 (WC · ACNP).
- (HBS) Josip Splivalo, Naučno djelo našeg profesora u Americi [Scientific Work of Our Professor in America], in Naše more (International Journal of Maritime Science and Technology), vol. 5, n. 1, University of Dubrovnik, 1958,  p. 52, ISSN 0469-6255 (WC · ACNP).
- (DE) Jozo Tomasevich, Die Staatsschulden Jugoslaviens [The National Debt of Yugoslavia], Zagabria, Drukerei "Merkantile", 1934, OCLC 10626641.
- (HBS) Jozo Tomasevich, Financijska politika Jugoslavije, 1929–1934 [Financial Policy of Yugoslavia, 1929–1934], Zagabria, Vlastita naklada, 1935, OCLC 18666473.
- (EN) Jozo Tomasevich, International Agreements on Conservation of Marine Resources: With Special Reference to the North Pacific, Stanford, Food Research Institute (printed by Stanford University Press), 1943, OCLC 6153373.
- (EN) Jozo Tomasevich, The Tomašević extended family on the Peninsula of Pelješac, in Byrnes Robert F. (a cura di), Communal Families in the Balkans: The Zadruga Essays by Philip E. Mosely and Essays in His Honor, Notre Dame, University of Notre Dame Press, 1976,  pp. 187–200, ISBN 978-0-268-00569-6.
- (EN) Francis Violich, The Bridge to Dalmatia: A Search for the Meaning of Place, Baltimora, Johns Hopkins University Press, 1998, ISBN 978-0801855542. URL consultato il 30 agosto 2024. Ospitato su Open Library.
- (EN) Alexander Vucinich, Jozo Tomasevich: 1908–1994, in Slavic Review, vol. 54, n. 1, 1995,  pp. 257–258, DOI:10.1017/S0037677900070753, JSTOR 2501227.
- (EN) Mark Wheeler, Obituary: Professor Phyllis Auty, in The Independent, 3 giugno 1998. URL consultato il 9 agosto 2024.

### Altri testi
- (EN) CREES Newsletter (PDF), su creees.stanford.edu, Center for Russian and East European Studies, Stanford University, 1982. URL consultato il 26 agosto 2012 (archiviato dall'url originale il 3 novembre 2011).
- (EN) Deaths: Jozo Tomasevich, in Palo Alto Weekly, 21 ottobre 1994.
- (EN) Deaths: Neda B. Tomasevich, in Palo Alto Weekly, 28 agosto 2002.
- (EN) Distinguished Contributions to Slavic, East European, and Eurasian Studies Award, su aseees.org, Association for Slavic, East European, and Eurasian Studies. URL consultato il 6 giugno 2015 (archiviato dall'url originale il 24 febbraio 2014).
- (HR) Donja Banda, su posta.hr, Hrvatska Pošta. URL consultato il 9 agosto 2024.
- (EN) Jozo Tomasevich F'76, F'74, G'57, su acls.org, American Council of Learned Societies, 27 luglio 2011. URL consultato il 15 ottobre 2012 (archiviato dall'url originale il 16 marzo 2021).
- (HR) Lamer, Mirko-Croatian encyclopedia, online edition, su enciklopedija.hr, Miroslav Krleža Lexicographic Institute, 2013-2024. URL consultato il 12 agosto 2024.
- (HR) Orebić, su posta.hr, Hrvatska Pošta. URL consultato il 9 agosto 2024.
- (EN) Overview of Jozo Tomasevich papers, su oac.cdlib.org, Online Archives of California, 2004.
- (EN) International Criminal Tribunal for the Former Yugoslavia (a cura di), Prosecutor versus Vojislav Šešelj, L'Aja, 29 gennaio 2008.
- (EN) The Rockefeller Foundation Annual Report 1950 (PDF), New York, The Rockefeller Foundation, 1951. URL consultato il 9 agosto 2024.
- (EN) The Rockefeller Foundation Annual Report 1951 (PDF), New York, The Rockefeller Foundation, 1951. URL consultato il 9 agosto 2024.